# Khursa
Khursa (àrab: كرزه, Kurzah) és una vila palestina de la governació d'Hebron, a Cisjordània, situada 7 kilòmetres al sud-oest d'Hebron. Segons l'Oficina Central Palestina d'Estadístiques tenia 4.543 habitants el 2016. Les instal·lacions d'atenció primària de salut del poble estan designades pel Ministeri de Salut com a nivell 2.

## Etymologia
Segons Palmer, el nom Khirbet Kurza significa "les ruïnes de kurza", un con de pi.

## Història
En 1883 el Survey of Western Palestine de Fons per a l'Exploració de Palestina hi va trobar "murs, coves, pou i una volta, probablement una cisterna. Hi havia diverses cisternes i un sagrat lloc cap a l'oest. Algunes de les ruïnes semblen modernes, algunes antigues."